# Mezi akty
Mezi akty (anglicky Between the Acts) je román britské spisovatelky Virginie Woolfové, který vyšel krátce po autorčině smrti v roce 1941 a je tedy jejím posledním dílem. Děj románu se odehrává během červnového dne roku 1939 a skládá se ze dvou částí – rámcového příběhu rodiny Oliverů a divadelní hry slečny La Trobové. V Mezi aktech není žádná centrální postava a dílo není ani členěno na kapitoly, jednotlivé pasáže textu jsou odděleny jen mezerami.
Mezi akty je často spojováno s jejím předchozím dílem Tři guineje (Three Guineas), kde se Woolfová věnuje tomu, jak je fašismus spojen s patriarchátem, a to hlavně v Anglii. Také nabádá k tomu, aby Anglie byla k válce lhostejná, protože ženy nemají žádnou zemi. Avšak během tří let, kdy píše Mezi akty, se dostává fašismus v Evropě do popředí a Woolfová se bojí možné zkázy civilizace. Potenciální ztráta Anglie ji tedy přiměla alternovat její přístup k vlastenectví tak, aby sloužil potřebám doby, což se projevilo v Mezi aktech. Nevzdala se však svých ideálů ohledně ženství.
I když je Mezi akty nostalgické vůči Anglii, a láska k ní je zde leitmotivem, Woolfová přesto kritizuje její patriarchální tradici, a tedy i fašistický charakter jak v rámcovém příběhu, tak ve hře.

## Děj
Příběh se odehrává v Pointz Hall na anglickém venkově, kde se kromě příběhu rodiny Oliverových odehrává i hra, která oslavuje historii Anglie.
Hlavou rodiny Oliverových a vlastníkem tamního sídla je Bartholomew Oliver. Toto sídlo s ním přes léto sdílí i jeho ovdovělá sestra Lucy Swithinová. Bydlí zde i Bartův syn Giles se svou ženu Isou a dvěma dětmi. Giles nenávidí svou práci a je frustrovaný. Isa je s Gilesem nešťastná a miluje farmáře Ruperta Hainese, se kterým si vyměňuje pohledy. Další postavy jako Willian Dodge a paní Manresová dorazí na sídlo kvůli hře, kterou bude slečna La Trobová společně s herci představovat.
Od začátku dne jsou popisovány různé denní události, které předcházejí hře. Je to třeba Lucy připravující občerstvení a vše důležité pro obecenstvo, Bart zastrašující svého vnuka, flirtování paní Manresové s Gilesem a Bartem, rozhovory o tom, jaké bude při hře počasí nebo Isa, která přemýšlí o tom, že Gilese už vidí jen jako otce svých dětí a je zamilovaná do pana Hainese.
Hra začíná až večer. Je rozdělena do čtyř částí a v mezi aktech spolu obecenstvo probírá hru nebo jinak debatuje. První část je o dítěti, které roste a znázorňuje Anglii. Tato část je veršovaná.  Druhá část je z období obnovy monarchie. Je to příběh o tom, jak lady Harpy Harrdenová a sir Spaniel Lilyliver domluví jeho sňatek s Flavindou (neteř lady Harrdenové), aby ji připravili o dědictví. Flavinda však uteče s milencem Valentinem. Třetí část je o viktoriánské éře. Poslední část má název „Přítomnost. My.“ Místo jejich výkonů herci přinesou otáčecí zrcadlo z fary a otočí ho na obecenstvo.
Po skončení hry se všichni ubírají domů a končí den. Rodina Oliverových osaměla ve svém sídle a postupně všichni opouštějí pokoj, dokud Isa a Giles nezůstanou sami.

## Interpretace
Rámcový příběh je neustále přerušován hrou a hra je neustále přerušována přestávkami mezi jednotlivými akty (tedy rámcovým příběhem), přírodou i lidským zaviněním. Přerušovány jsou i promluvy v obou částech děje.

### Bart, Lucy, Giles a Isa
Pointz Hall, kde se román odehrává, je příklad tyranie ze strany manžela a bratra proti manželce a sestře. Bratr (Bartholomew Oliver) a sestra (Lucy Swithinová) jsou starší dvojice, která znázorňuje viktoriánskou éru. Bart nejen šikanuje, znevažuje a umlčuje Lucy, ale také zastrašuje syna Isy, aby ho naučil, jak být mužný. Je to patriarcha, který si neuvědomuje, že se u moci drží jen díky psychickému násilí. Isa Oliverová a Giles Oliver znázorňují tehdejší současnou dynamiku vztahu manželky a manžela. Giles jako syn Barta je jeho současná verze a jeho vnitřní vztek je uvolněn, až když rozšlápne hada, který se dusí žábou. Příčinou tohoto vzteku je nadcházející válka a svázání tradicí, kdy, aby dokázal uživit rodinu, musí proti svému přání být makléřem. Aby se Giles cítil líp, flirtuje s paní Manresovou, která je naprostým opakem jeho ženy, se kterou v románu přímo nepromluví ani jednou. Když ale na konci knihy zůstanou v pokoji sami, zdá se, že osud civilizace závisí právě na nich – „Z toho objetí vzejde možná nový život.“ Otevřený konec úmyslně nabízí trochu naděje.

### Slečna La Trobová
Slečna La Trobová, stejně jako Virginia Woolfová, říká pravdu, jak ji vidí, bez ohledu na pocity ostatních. Také má obavy, jestli svou vizi ztvárnila dostatečně, jelikož i pro Woolfovou znamenalo nepochopení obecenstva selhání. Celá hra je plná satiry, a tak odezva diváků není podle La Trobové vize, a dokonce je pár lidmi úplně nepochopena. Sama autorka si není jistá, zda je její hra úspěch či nikoliv, a vystřídá celou paletu pocitů. Až pochvala Lucy jí přináší uspokojení. Obecenstvo se na konci ptá „Jak skončit? Komu poděkovat?“ Woolfová i La Trobová však zůstávají neviditelné. Obě jsou outsidery a jsou si podobné i ve způsobu vyjadřování.
Slečna La Trobová se na druhou stranu může jevit jako tyran, podobný Hitlerovi, když si přivlastňuje význam hry, který byl podle ní hotový při napsání hry a který se obecenstvu snaží vnutit.

## Název
Název románu prošel několika změnami a fázemi. Z prvního Poynzet Hall: a centre (Poynzet Hall: centrum) se v roce 1938 stalo Ponitz Hall a o dva roky později The Pageant (Hra). Between the Acts (Mezi akty) se stal finálním názvem až v roce 1941. Woolfová tedy název přesouvá z centra na konkrétní místo, a to dále na konkrétní čas až k času velmi nepřesnému.
Název Mezi akty také může značit interval mezi dvěma světovými válkami nebo interval mezi úpadkem a znovuzrozením civilizace. Woolfová tak dala najevo své životní a umělecké obavy.